# Коронавірусна хвороба 2019 у Лесото
Епідемія коронавірусної хвороби 2019 у Лесото — це поширення пандемії коронавірусної хвороби 2019 на територію Лесото. Перший випадок хвороби в країні зареєстровано 13 травня 2020 року. Лесото стало останньою країною в Африці, в якій зареєстровані випадки коронавірусної хвороби під час пандемії.
Лесото не мало можливості проводити тест на коронавірус, і тому, щоб запобігти поширенню хвороби, уряд закрив кордон країни з ПАР. 18 березня уряд запровадив у країні надзвичайний стан, незважаючи на відсутність підтверджених випадків хвороби, та закрив школи до 17 квітня, проте дозволив продовжувати харчування в школі. Особи, які прибувають до країни, повинні були знаходитись на карантині протягом 14 днів після прибуття.Прем'єр-міністр Томас Табане оголосив про запровадження в країні локдауну терміном на три тижні з опівночі 29 березня. Лесото почало надсилати зразки біоматеріалу з країни для тестування на коронавірус до Південноафриканського національного інституту інфекційних хвороб.
Кількість випадків хвороби в країні розпочала різко зростати на початку 2021 року, коли з'ясувалось, що з відома уряду частину хворих коронавірусною хворобою, достроково виписали з карантину, частина випадків пов'язана з робітниками, які повернулись додому з ПАР. 8 січня прикордонна служба ПАР підрахувала, що щоденно при перетині кордону реєструється понад 100 громадян Лесото з позитивним результатом тесту на коронавірус.

## Хронологія

### Травень 2020 року
5 травня Лесото скасувало деякі карантинні обмеження.
13 травня підтверджено перший випадок коронавірусної хвороби в країні, а другий випадок підтверджено 22 травня. Наприкінці травня один із двох підтверджених випадків хвороби все ще був активним.

### Червень 2020 року
3 червня зареєстровано 2 нові випадки хвороби, обидва повернулися до країни з Кейптауна.
22 червня зареєстровано ще 8 випадків хвороби, 7 з яких прибули з ПАР, а один із Зімбабве.
Протягом червня в країні зареєстровано 25 випадків хвороби, загальна кількість випадків хвороби зросла до 27. У червні одужали 3 хворих, загальна кількість одужань зросла до 4. Інші 23 випадки хвороби залишались активними на кінець червня.

### Липень 2020 року
9 липня в Лесото зареєстровано першу смерть від коронавірусної хвороби, на цей день кількість випадків хвороби в країні зросла до 134.

### Серпень 2020 року
У серпні в країні зареєстровано 481 новий випадок хвороби, внаслідок чого загальну кількість випадків хвороби зросла до 1085. Кількість померлих зросла на 18 до 31. На кінець місяця в країні було 526 активних випадків хвороби, на 18 % більше, ніж на кінець липня.

### Вересень 2020 року
У вересні в країні зареєстровано 480 нових випадків хвороби, загальна кількість випадків хвороби зросла до 1565. Кількість померлих зросла до 35. Кількість одужань зросла до 822, на кінець місяця в країні залишилось 708 активних випадків хвороби.

### Жовтень 2020 року
У жовтні в країні зареєстровано 388 нових випадків хвороби, загальної кількість випадків зросла до 1953. Кількість померлих зросла до 44. Кількість одужань зросла до 975, на кінець місяця в країні залишилось 934 активних випадків хвороби.

### Листопад 2020 року
У листопаді в країні зареєстровано 156 нових випадків хвороби, загальна кількість випадків хвороби зросла до 2109. Кількість померлих залишилася незмінною. Кількість одужань зросла до 1278, на кінець місяця в країні залишилось 787 активних випадків хвороби.

### Грудень 2020 року
У грудні в країні зареєстровано 1097 нових випадків хвороби, загальна кількість випадків хвороби зросла до 3206. Кількість померлих зросла до 51. Кількість одужань зросла до 1496, на кінець місяця в країні залишилось 1659 активних випадків хвороби.

### 2021 рік
У січні в країні зареєстровано 5458 нових випадків хвороби, загальну кількість випадків хвороби зросла до 8664. Кількість померлих зросла до 172. Кількість одужань зросла до 2552, на кінець місяця в країні залишилось 5940 активних випадків хвороби.
У 2021 році було зареєстровано 26446 підтверджених випадків хвороби, що довело загальну кількість випадків до 29652. У 2021 році 14326 хворих одужали, а 620 осіб померли, в результаті чого загальна кількість померлих досягла 671. На кінець 2021 року було 13159 активних випадків хвороби. Моделювання, проведене регіональним бюро ВООЗ для Африки, показало, що через недостатнє звітування справжня загальна кількість інфікувань до кінця 2021 року становила близько 0,98 мільйона, тоді як справжня кількість смертей від COVID-19 становила близько 700.

### 2022 рік
У 2022 році було зареєстровано 5495 підтверджених випадків хвороби, що довело загальну кількість випадків до 35147. Померли 38 осіб, загальна кількість померлих досягла 709.